# ヨアンネス・ファン・ドゥーテクム
ヤン・ファン・ドゥーテクムまたはヨアンネス・ファン・ドゥーテクム（Joannes van Doetecum、または Jan van Doetecum、1530年 - 1605年）はオランダの版画家、地図製作者である。ピーテル・ブリューゲルの風俗画を元にした版画やオランダのさまざまな都市の地図を制作したことで知られている。版画家になった息子のヨアンネス・ファン・ドゥーテクム2世と区別するために、「ヨアンネス・ファン・ドゥーテクム1世」や「年長のヨアンネス・ファン・ドゥーテクム（Joannes van Doetecum de Oude）」とも呼ばれる。

## 略歴
オランダ東部のデーフェンテルで生まれた。姓は、Duetecum、Van Doetechum、Van Deutecom、Van Duettekom、À Dotecom とも書かれ、ファーストネームもJohannes, Johannis, Johan, Joan、Janなどと呼ばれることもある。
父親のJan van Doetecumはガラス職人で、ヨアンネス・ファン・ドゥーテクムも始め父親の仕事をしたが、兄が父親の仕事を継ぐことになった。
1551年にデーフェンテルでHilleken Derricksen（1602年没）という女性と結婚した。
1578年にハールレムに移り、兄弟のルーカス・ファン・ドゥーテクム (Lucas van Doetecum: 活動時期:c.1559-c.1593）とともに多くの版画を制作した。
以下のような息子がいた。
- バティスタ・ドゥーテクム - Baptista (van) Doetecum (c.1555-c.1611)、地図製作者、版画家、出版業者、写本装飾家[3][4]。
- ヨアンネス・ファン・ドゥーテクム2世 - Joannes van Doetecum (II)（c.1558–1630)、地図製作者、版画家、出版業者。[5]
- ピーテル・ファン・ドゥーテクム - Peter van Doetecum (c.1560-c.1608/1609)、ガラス画家。

## 作品

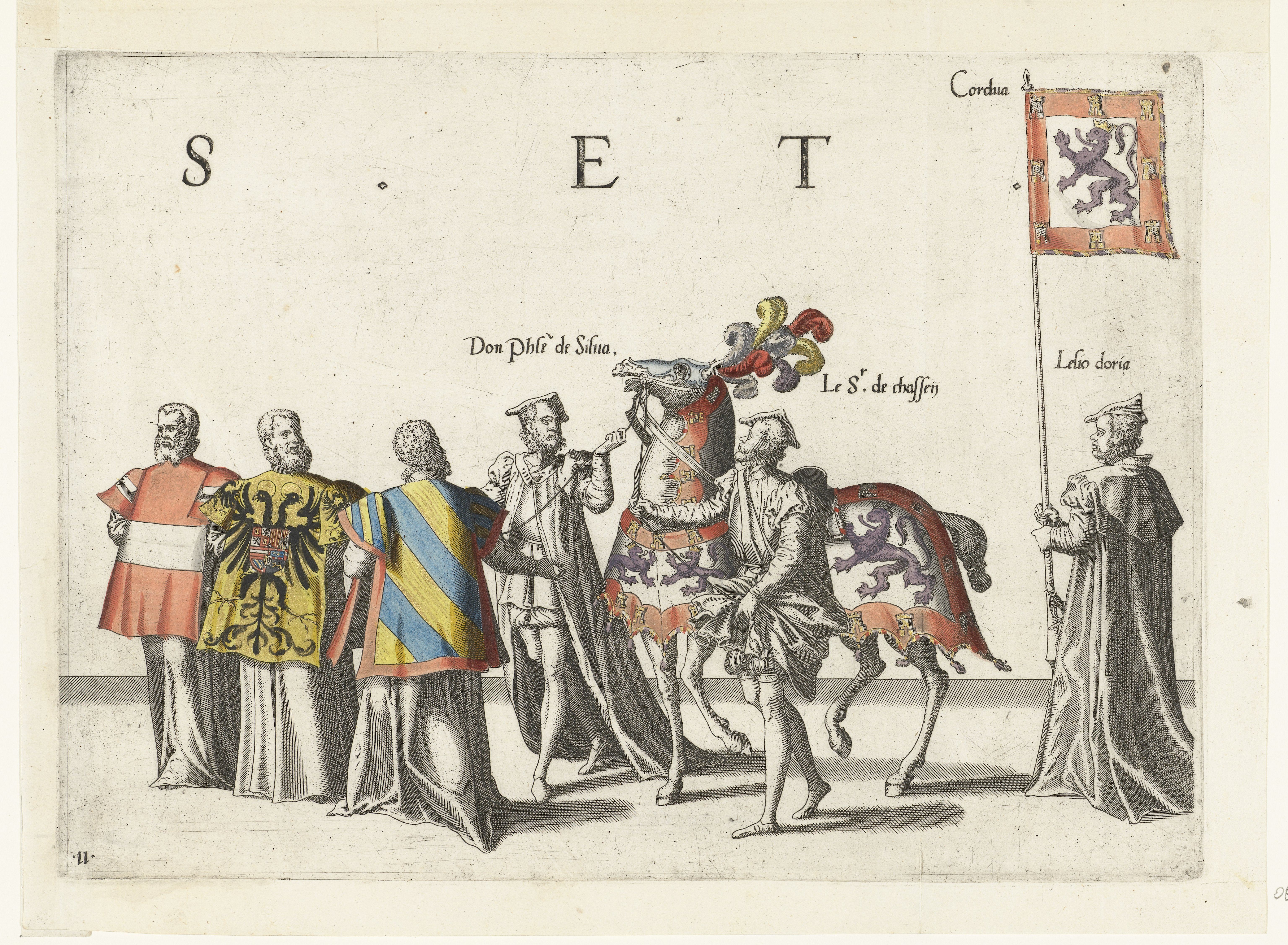
ヒエロニムス・コックの原画による版画「カール5世の葬列」（ヨアンネス・v・ドゥーテクムかルーカス・v・ドゥーテクムの版画）
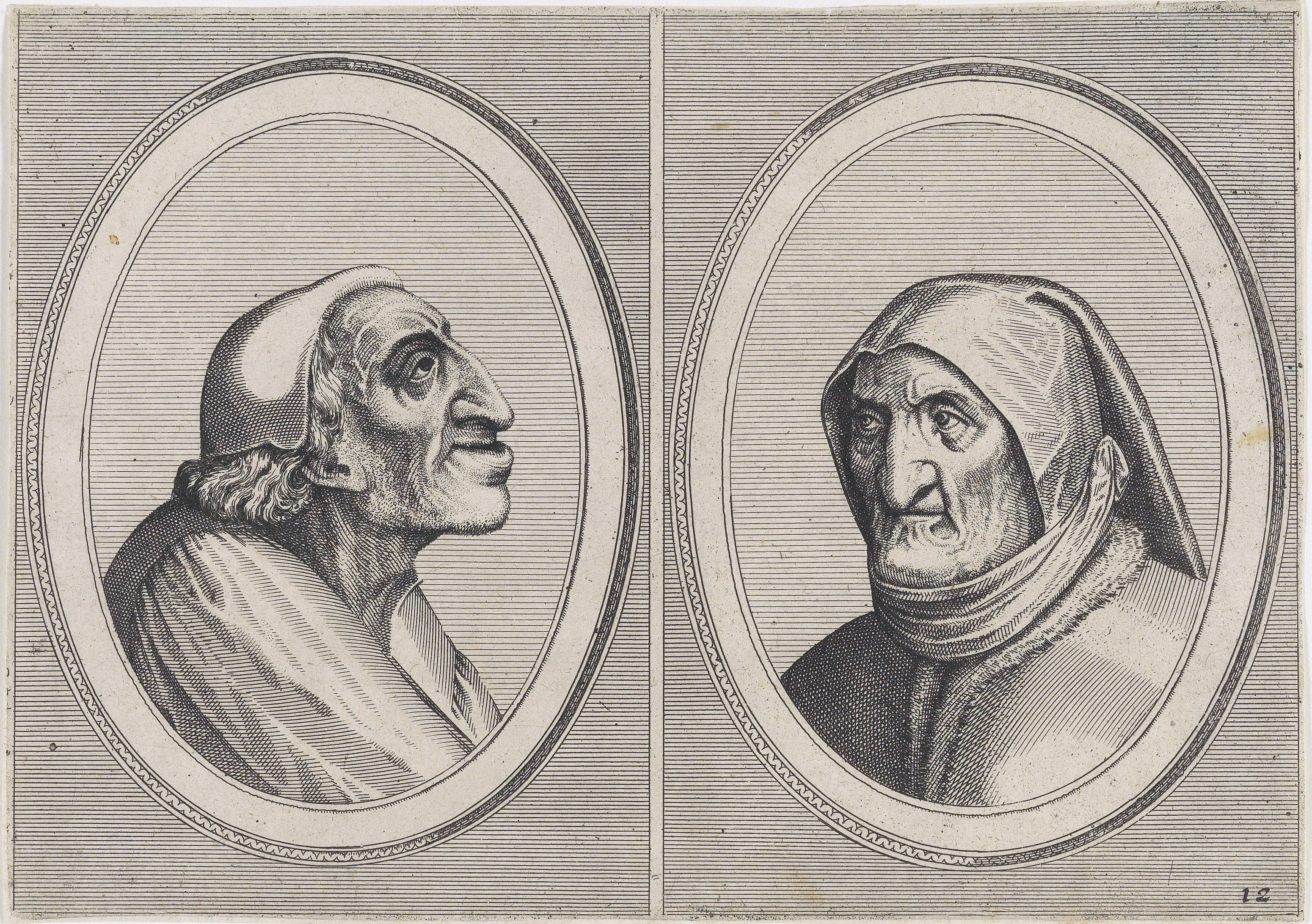
ピーテル・ブリューゲルの原画による版画「カール5世の葬列」（ヨアンネス・v・ドゥーテクムかルーカス・v・ドゥーテクムの版画）
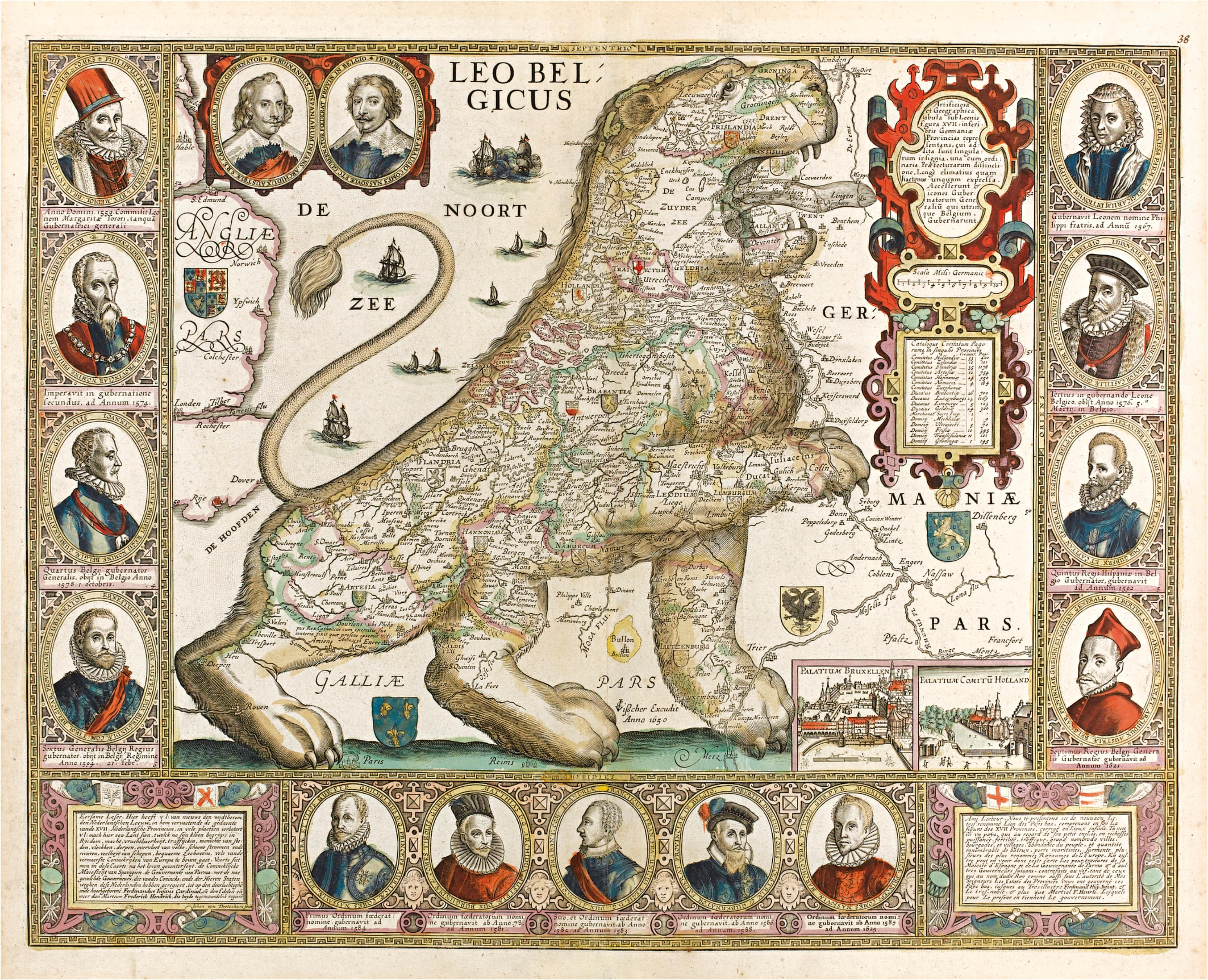
ベルギーの地図